# Rytidosperma vickeryae
Rytidosperma vickeryae är en gräsart som beskrevs av Max Gray och Hans Peter Linder. Rytidosperma vickeryae ingår i släktet kängurugräs (släktet), och familjen gräs. Inga underarter finns listade i Catalogue of Life.